# ルーカス・ハモンド
ルーカス・ハモンド（Lucas Hammond、1993年11月14日 - ）は、カナダのラグビー選手。

## プロフィール
- 南アフリカ・ケープタウン出身[1]。
- ポジションはセンター(CTB)。
- 身長 180cm、体重 84kg
- U20カナダ代表に選ばれたことがある[2]。
- 7人制カナダ代表に選ばれたことがある[3]。

## 略歴
2021年、東京五輪の7人制カナダ代表スコッドに選ばれた。